# Мурзаково
Мурзако́во (рос. Мурзаково, чув. Мăрсакасси, Мăрсак) — присілок у Чувашії Російської Федерації, у складі Москакасинського сільського поселення Моргауського району.
Населення — 96 осіб (2010; 93 в 2002, 87 в 1979; 109 в 1939, 99 в 1926, 82 в 1897, 32 в 1795).

## Історія
Історичні назви — Марсак (до 1927 року), Мурзак, Мурзакова, Хачкаси Перші та Хачкаси Другі. До 1724 року селяни були ясачними, 1866 року — мали статус державних, займались землеробством, тваринництвом, виробництвом возів та саней. 1933 року утворено колгосп «16 років Жовтня». До 1920 року присілок перебував у складі Кінярської волості Чебоксарського повіту, потім Татаркасинської волості Козьмодемьянського, а до 1927 року — Чебоксарського повіту. 1927 року присілок переданий до складу Татаркасинського району, 1939 року — до складу Сундирського, 1962 року — до складу Чебоксарського, 1964 року — до складу Моргауського району.